# 駅員

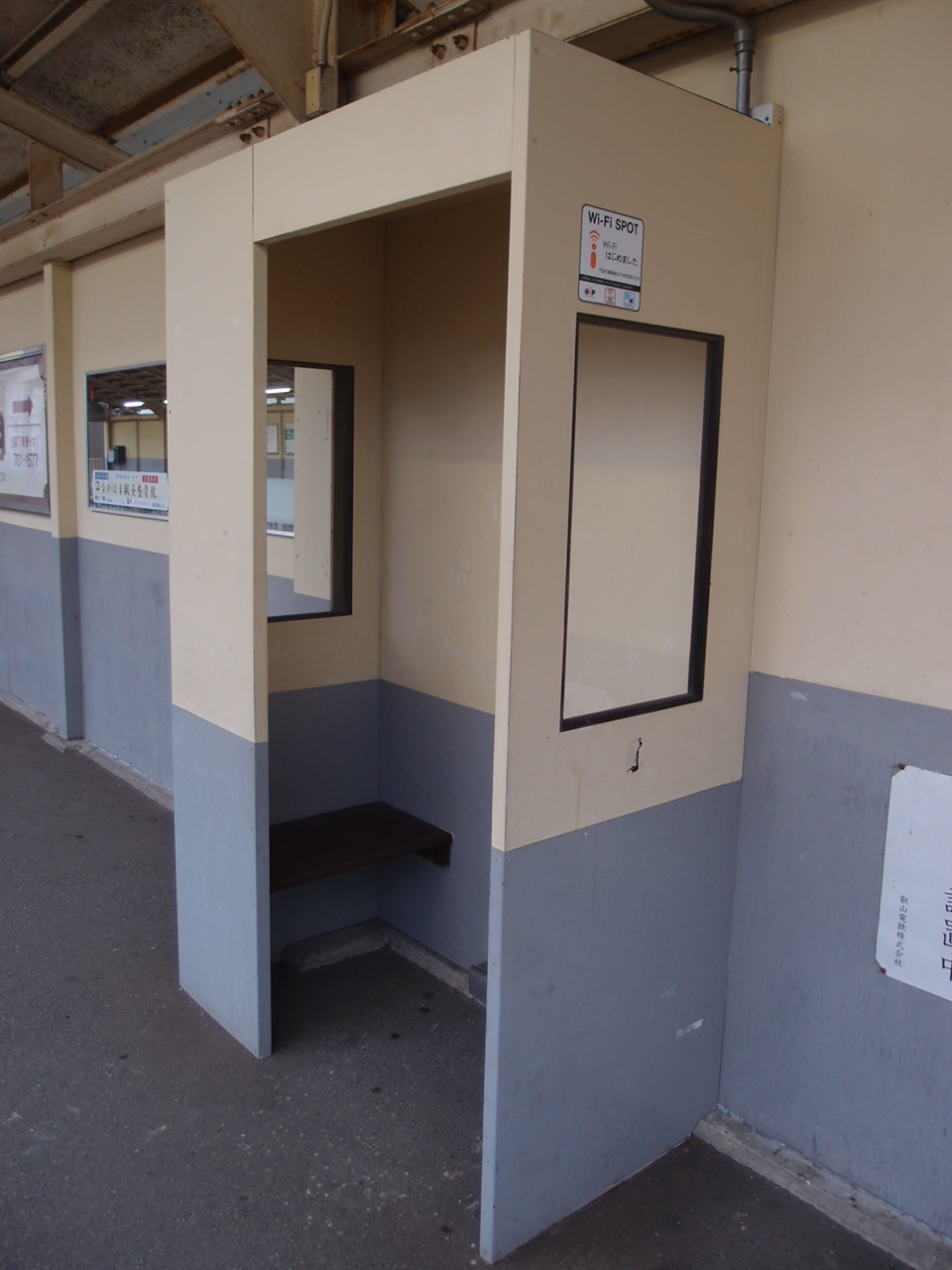
プラットホームにある駅員の詰所

駅員（えきいん、英: station staff）とは、鉄道の駅の従業員を指す一般呼称名である。「駅係員」や「駅務員」ともいう。
通常は、鉄道の業務のうち出札・改札・案内など旅客対応の業務に直接的に従事する者を指し、駅の従業員であっても車両の連結や信号扱いなどに従事する者を含めることは稀である。また駅構内の従業員でも、清掃業務を行う者や売店の従業員は「駅員」とはされない。
正式な職名は鉄道事業者によって異なるが、「駅員」とは別の職名が付けられていることが多い。一例を挙げるとJR東海やJR東日本は主に営業（出札や改札）を担当する社員を「営業係」、主に輸送（ホームでの列車監視や信号）を担当する社員を「輸送係」、JR東日本ステーションサービスでは「駅務係」、JR西日本は「運輸管理係」、東武鉄道では「駅務係」、南海電気鉄道では「駅掌」、そのほかの鉄道事業者は「駅務掛」などであり、職名そのものが無い場合も若干ある。
近年は、JR・私鉄では完全子会社等（ステーションサービス会社）の正社員・契約社員が、公営交通では外郭団体や公募委託先の正職員・契約職員・契約社員が駅係員として勤務している鉄道会社が増えている。